# L'Équilibre impossible
Pour plus de détails, voir Fiche technique et Distribution.
L'Équilibre impossible est un court métrage français réalisé par Georges Méliès, sorti en 1902, au début du cinéma muet.

## Synopsis
Un homme seul, vêtu à la française, s'avance vers le public. Il ôte sa veste et se retrouve en chemise. Il exécute alors diverses acrobaties et devient quatre personnages identiques dont l'un se retrouve posé sur sa tête et les deux autres dans ses mains.

## Distribution
- Georges Méliès : le magicien

## Autour du film
Méliès a utilisé le « truc » de la caméra verticale (placée au-dessus-de la scène).